# Setaria hassleri
Setaria hassleri är en gräsart som beskrevs av Eduard Hackel. Setaria hassleri ingår i släktet kolvhirser, och familjen gräs. Inga underarter finns listade i Catalogue of Life.